# Памятник Ф. Э. Дзержинскому (Орёл)
Памятник Ф. Э. Дзержинскому — памятник русскому профессиональному революционеру, советскому политическому деятелю, основателю ВЧК. Скульптор — Михаил Боянович Смирнов.

## Описание
Феликс Эдмундович Дзержинский (1877—1926) родился в Виленской губернии Российской империи (ныне Минская область Белоруссии) в семье мелкопоместного польского дворянина, владельца хутора Дзержиново.
В дореволюционное время занимался активной революционной деятельностью. Относился к «левым коммунистам». В 1913—1914 гг. отбывал наказание в Орловском каторжном централе. Активно участвовал в подготовке Октябрьской революции, организовывал отряды Красной Гвардии в Москве. После образования Всероссийской чрезвычайной комиссии по борьбе с контрреволюцией и саботажем (ВЧК), Дзержинский был назначен её председателем. Был также председателем комиссии по борьбе с детской беспризорностью. Умер от сердечного приступа, похоронен на Красной площади в Москве у Кремлёвской стены.
Памятник Дзержинскому был открыт 11 сентября 1987 года на пересечении улиц Полесской и Салтыкова-Щедрина, рядом со зданием УФСБ по Орловской области. На низком гранитном постаменте нога на ногу расслабленно восседает, располагающий к беседе бронзовый революционер-чекист.
19 июня 2017 года памятник Феликсу Дзержинскому сняли с постамента и увезли на реставрацию. 1 августа 2017 года памятник вернули на своё место в обновлённом состоянии.
Почти точная копия памятника Ф. Э. Дзержинскому, установленного в Орле, также есть в городе Калуге (скульптор М. Б. Смирнов). Калужский бронзовый памятник Ф. Э. Дзержинскому открыт 6 ноября 1986 года во внутреннем дворе Управления КГБ по Калужской области.